# Plan Biotox
Le plan Biotox est un des volets  spécialisés du plan Vigipirate en France (avec le plan Piratox et le plan Piratome notamment). Il comprend une partie vigilance et mobilisation des moyens face à une menace terroriste ou une suspicion de malveillance de nature biologique, ainsi qu'une partie intervention face à l'événement avec des moyens et des procédures adaptés. Il peut s'agir d'une dispersion accidentelle dans un laboratoire de bactériologie ou de virologie, ou bien d'une dispersion volontaire et criminelle (attentat). Ce plan a été mis en place le 5 octobre 2001 par le ministre de la Santé Bernard Kouchner à la suite de la dispersion du bacille du charbon (anthrax) par lettre aux États-Unis en 2001 (en octobre 2001, on comptait quatorze cas d'infection dont cinq ayant développé la maladie). Il a été remanié dans ses dispositions techniques en 2003 et 2005.

## Un plan de veille
Bien qu'on ne puisse l'exclure, la dispersion en masse d'agents infectieux (contamination de l'eau, de l'air) est peu probable : d'une part la culture d'agents infectieux nécessite un matériel et des compétences hors de portée des non-professionnels de la biologie[réf. nécessaire], et d'autre part il est très difficile de concevoir un vecteur efficace. Par ailleurs, les effets d'une infection ne sont visibles qu'après une période d'incubation. Le scénario le plus probable serait donc plutôt une infection d'un petit nombre de personnes, qui peuvent par la suite propager la maladie, ou bien un acte de guerre (dispersion massive).
Dans le cadre de la protection civile, il ne s'agit donc pas de gérer un événement soudain et massif, mais plutôt de détecter au plus tôt une épidémie naissante et de savoir agir face à une suspicion de dispersion (par exemple lettre contenant une substance suspecte).
Il s'agit donc plutôt d'un plan de veille que d'un plan d'urgence. Il s'articule autour des points suivants :
- veille et alerte sanitaire
  - surveillance des laboratoires susceptibles de produire des agents infectieux ;
  - surveillance des épidémies par l'ANSM (Agence nationale de sécurité du médicament et des produits de santé) s'appuyant sur la déclaration obligatoire de certaines maladies par les médecins généralistes ;
- gestion de crise
  - formation des personnels non-médecins intervenant en pré-hospitalier (sapeurs-pompiers, policiers)
  - disponibilité en permanence de laboratoires (hospitaliers ou militaires) permettant d'analyser les prélèvements suspects ;
  - établissement d'une organisation de gestion de crise, basée sur les établissements hospitaliers (qui gèrent déjà en permanence des agents infectieux et sont rompus aux mesures d'hygiène et d'isolement) ;
  - disponibilité en permanence de produits d'urgence en nombre suffisant (vaccins, médicaments).